# 莱赫尔站
莱赫尔站（德語：U-Bahnhof Lehel）是一座慕尼黑地铁4、5号线位于莱赫尔的一座车站。